# Ballonfahren

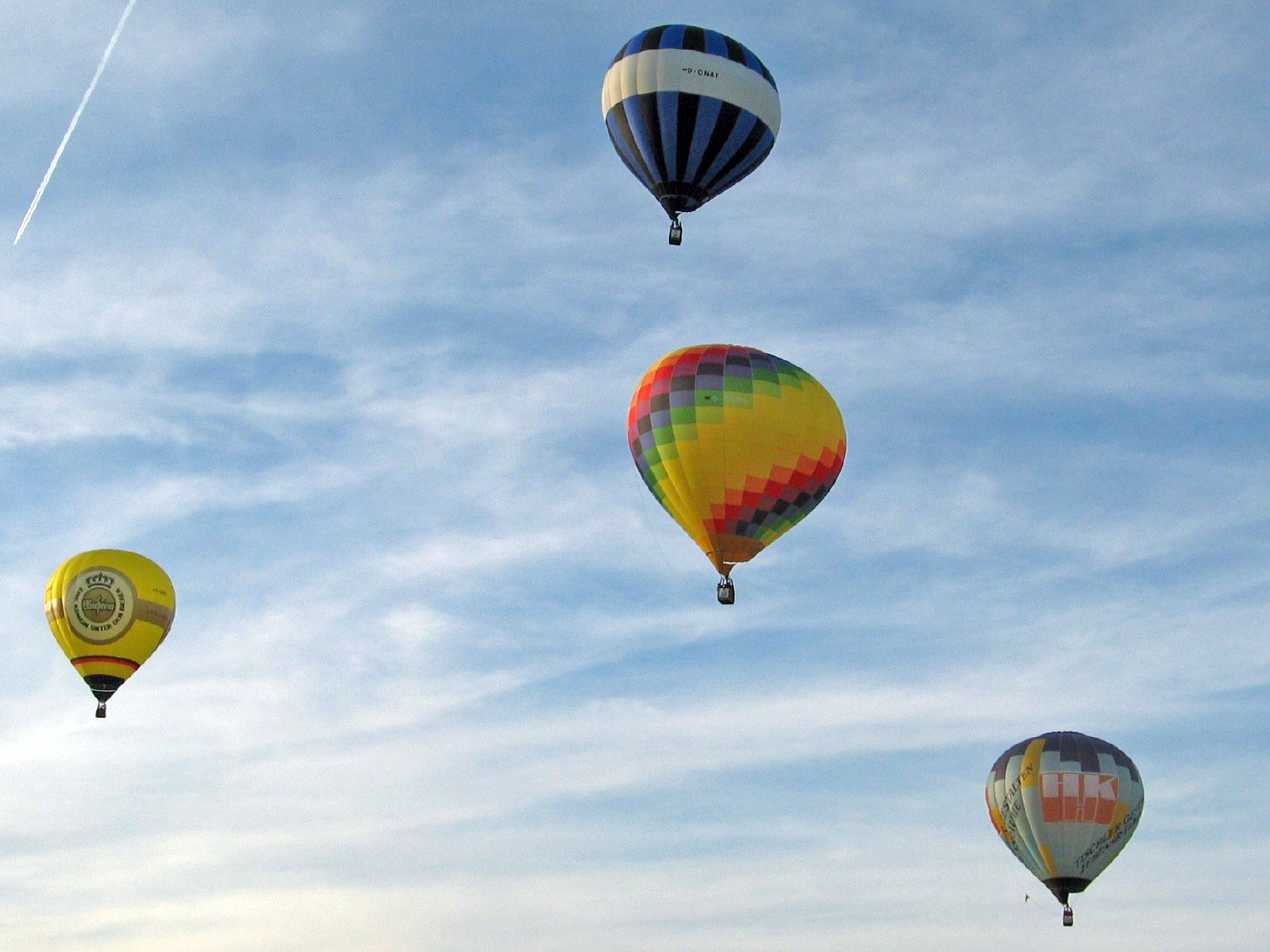
Heißluftballons bei der Warsteiner Montgolfiade

Ballonfahren bezeichnet die Luftfahrt mit Gasballon und Heißluftballon, speziell mit Freiballonen, da mit Fesselballonen (am Boden vertäut) nicht „gefahren“ werden kann. Angetriebene, lenkbare Ballone werden als Luftschiffe bezeichnet und als eigene Luftfahrzeugart betrachtet; im folgenden Artikel werden nur die Ballone im engeren Sinne beschrieben.

## Das Prinzip eines Ballons
Ein Ballon besitzt eine gasdichte Hülle, die mit einem Treibgas befüllt wird, welches leichter ist als die ihn umgebende Luft. Dies bewirkt den Auftrieb des Ballons. Der Dichteunterschied zwischen dem Gas in der Ballonhülle (heiße Luft oder auch Helium/Wasserstoff) und der Umgebungsluft ist so groß, dass sogar schwere und große Lasten von einem Ballon getragen werden können: Pro Kubikmeter entwickelt Wasserstoff ca. 1 Kilogramm Auftrieb. Ein 12.000-m³-Ballon kann somit ein Gesamtgewicht (ohne Gas) von 14.436 Kilogramm besitzen.
Heißluftballone für den Personentransport sind üblicherweise 3000 bis 13.000 m³ groß, Gasballone 500 bis 1000 m³. Als Racer werden Wettbewerbsballone von 1600 bis 2600 m³ bezeichnet.

## Fahren oder fliegen
Ballonfahrer und Luftschiffer sprechen vom Fahren. Gefährte, die leichter als Luft sind, wie Ballone, fahren in diesem Sprachgebrauch, während Flugzeuge, die schwerer als Luft sind, fliegen. Dies könnte historischen Ursprung haben. Bereits die ersten Ballonfahrer sprachen vom „Ballonfahren“, da sie das Vokabular der Seefahrt übernahmen.
Auch das Luftfahrt-Bundesamt (LBA) spricht vom Fahren, beispielsweise in Bezug auf die „Nachtfahrbeleuchtung“.

## Fahrpraxis

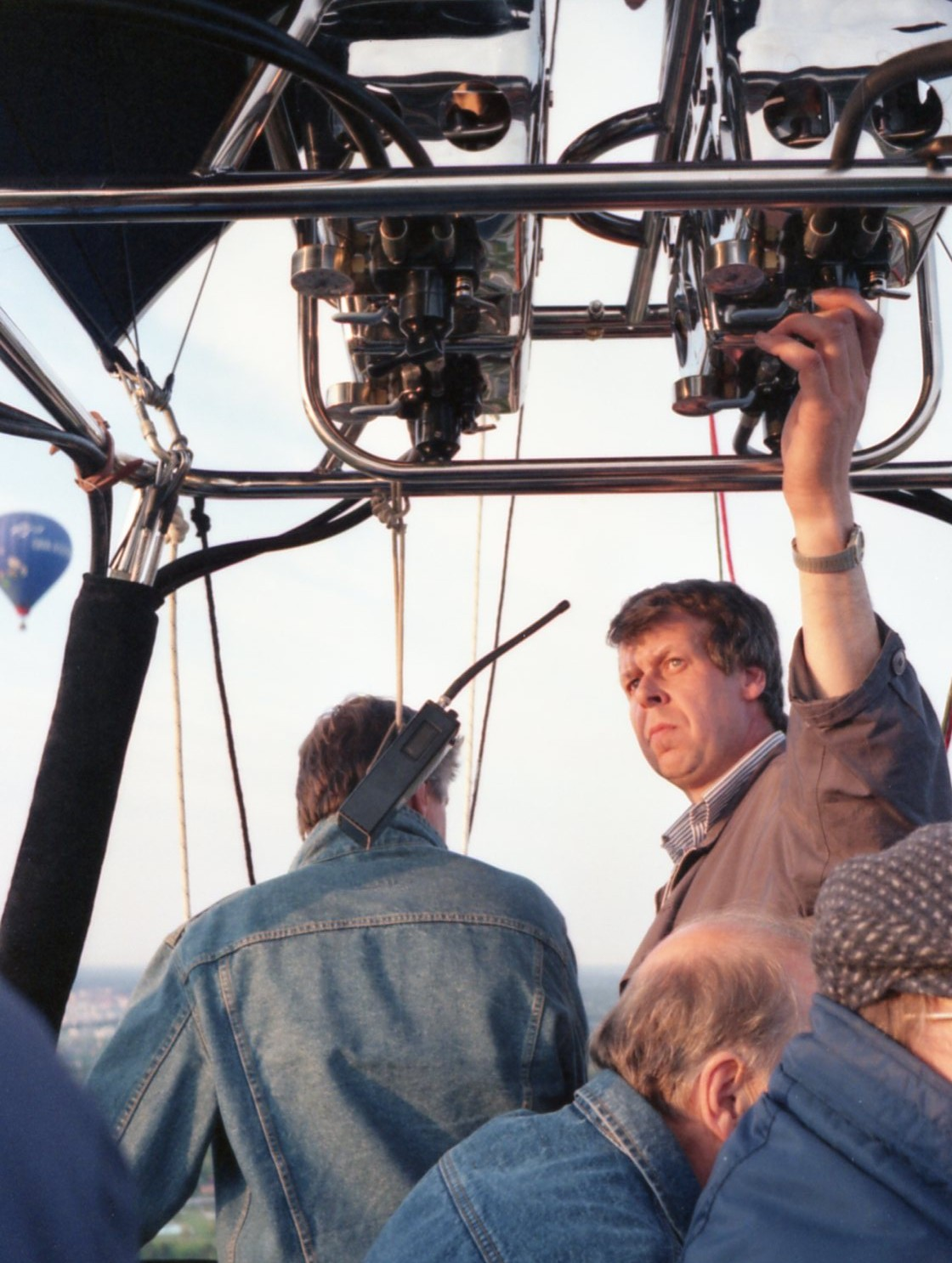
Ein Ballonfahrer 1988

Höhen-Geschwindigkeits-Diagramm einer Ballonfahrt (grüne Linie = Höhe in m/MSL, blaue Linie = Geschwindigkeit in km/h)

Die Geschwindigkeit eines Ballons hängt von der örtlichen Windgeschwindigkeit ab. Beim Start sowie bei der Landung sollten Geschwindigkeiten unter 20 km/h herrschen. Des Weiteren darf keine oder nur sehr geringe Thermik herrschen. Während der Fahrt gelten 40 km/h schon als zügig. Bei Alpenüberquerungen sind jedoch auch Geschwindigkeiten von über 100 km/h möglich.
Theoretisch sind der Höhe von normalen Sportballonen Grenzen bei ca. 9000 Metern gesetzt. Personenfahrten finden normalerweise zwischen 300 und 3000 Metern statt. Einflussfaktoren sind dabei die jeweiligen Wetterbedingungen, der Einsatzort und die Beladung des Ballons. In Gebirgen können sogar Höhen von über 6000 Metern erreicht werden, ab 3000 Metern aber nur mit Sauerstoffgeräten für die Insassen.
Bei der maximalen Fahrtdauer von Heißluftballonen spielen mehrere Faktoren eine erhebliche Rolle:
- der Gasvorrat
- die Beladung und die Tragkraft (=Volumen) des Ballons
- die Wetterbedingungen, vor allem die Außentemperatur

In der Regel legen Ballone während einer Fahrt in ein bis zwei Stunden zwischen 5 und 30 Kilometern zurück. Der Gasballon kann mehrere Tage und Nächte fahren. Fahrten mit Gasballons sind im Gegensatz zum Heißluftballon geräuschlos.
Es ist auch nachts möglich, mit einem Ballon zu fahren. Um dies durchführen zu dürfen, benötigt der Pilot eine Nachtfahrausbildung bzw. Nachtfahrerlaubnis. Üblicherweise startet man vor Sonnenaufgang, um im Hellen wieder zu landen. Da der Ballon nicht bzw. nur gering steuerbar ist, wäre die Landung auf einem unbekannten Gebiet im Dunkel der Nacht mit einem hohen Risiko verbunden.
Da der Ballon mit dem Wind fährt, weht im Ballonkorb kein wahrnehmbarer Fahrtwind. Allerdings spürt man bei starkem Steigen einen Luftzug von oben und beim Sinken von unten.

### Start und Landung
Die Sicherheit der Personen im Korb hat bei den Starts und den Landungen höchste Priorität.
Starts sind von jedem zugelassenen Flugplatz/Startplatz möglich. Um Außenstarts, d. h. Starts außerhalb dieser genehmigten Plätze durchzuführen, benötigt der jeweilige Pilot eine Außenstartberechtigung sowie die Zustimmung des Grundstückseigentümers. Die Außenstartberechtigung erfordert mindestens 50 Stunden als PIC (Pilot in Command) und eine Überprüfung durch eine abnahmeberechtigte Person, in der Regel ein Prüfer.
Ein Ballon besitzt eine permanente Außenlandegenehmigung. Der Ballonpilot darf überall landen, er sollte aber die Verhältnismäßigkeiten wahren. Eine Landung auf einem Autobahnkreuz oder in einem Fußballstadion ist durchaus möglich und bleibt auch straffrei, sofern es einen Grund für die Landung an diesem Ort wie technische Schwierigkeiten gibt. Ein vorausschauender Pilot meidet solche Gebiete. Eine alte Ballonerweisheit sagt: „Landung immer am Anfang der Wiese, sie wird automatisch kleiner/kürzer“.

### Der Fahrtverlauf
Es gibt keine Möglichkeit, dem Ballon eine gesteuerte Richtungsänderung zu geben. Alle diesbezüglichen Versuche, die bereits im 18. Jahrhundert begannen, scheiterten. Die einzige Möglichkeit, den Ballon im Rahmen der unterschiedlichen Höhenwinde zu lenken, ist, die Höhe und somit eventuell die Richtung und die Geschwindigkeit zu ändern. Oft nutzen die Ballonfahrer GPS-Geräte, um den Fahrtverlauf auf einer Landkarte zu visualisieren.

## Lizenz und rechtliche Situation
Um einen Ballon zu führen, benötigt man eine Pilotenlizenz (BPL). Die Ausbildung unterteilt sich in einen theoretischen und praktischen Teil. Der theoretische Teil umfasst Fragen aus den Gebieten Luftrecht, Meteorologie, Navigation, Technik, Verhalten in besonderen Fällen und menschliches Leistungsvermögen. Der praktische Teil umfasst mindestens 20 Stunden Ballonfahren sowie 50 Starts und Landungen, der Durchschnitt liegt bei 30 bis 40 Stunden. Die Prüfungen werden vor der zuständigen Bezirksregierung abgelegt.
Die Ausbildung in Deutschland wird von kommerziellen Schulen als auch von Ballonsportclubs durchgeführt.
Für die komplette Ausbildung ist mit Kosten zwischen 3500 und 6000 Euro zu rechnen.
Sollte während der Landung ein Schaden an fremdem Eigentum entstanden sein, muss die Versicherung des Piloten für den Schaden aufkommen. Ebenfalls hat der Grundstückseigentümer das Recht, die persönlichen Daten wie Name und Adresse des Piloten zu erfragen. Er darf in Deutschland die Landung und den Abtransport des Ballons jedoch nicht verhindern. Im Ausland gelten andere Regeln.
Alle 100 Betriebsstunden bzw. einmal im Jahr wird ein Ballon von einem Sachverständigen des Luftfahrt-Bundesamtes im Rahmen einer Jahresnachprüfung auf seine Lufttüchtigkeit überprüft (JNP).

## Materialbeanspruchung
Die hohen Temperaturen von teilweise über 100 °C und die UV-Strahlung setzen der Heißluftballonhülle massiv zu. Je nach Pflege hält eine Heißluftballonhülle zwischen 400 und 600 Betriebsstunden.
Brenner und Korb halten doppelt so lang.

## Ballontypen

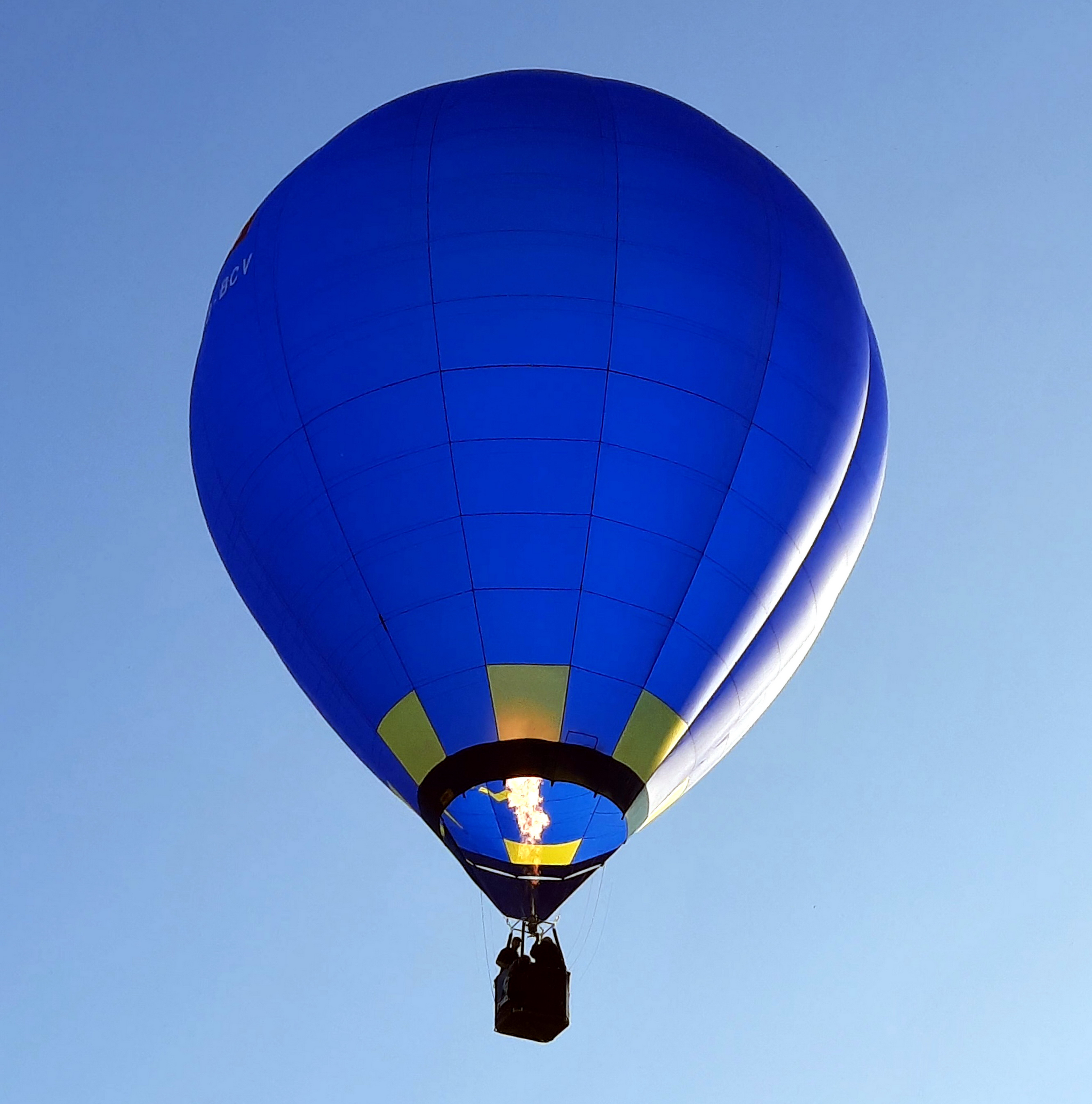
Heißluftballon beim "Anblasen" in der Nähe von Graz

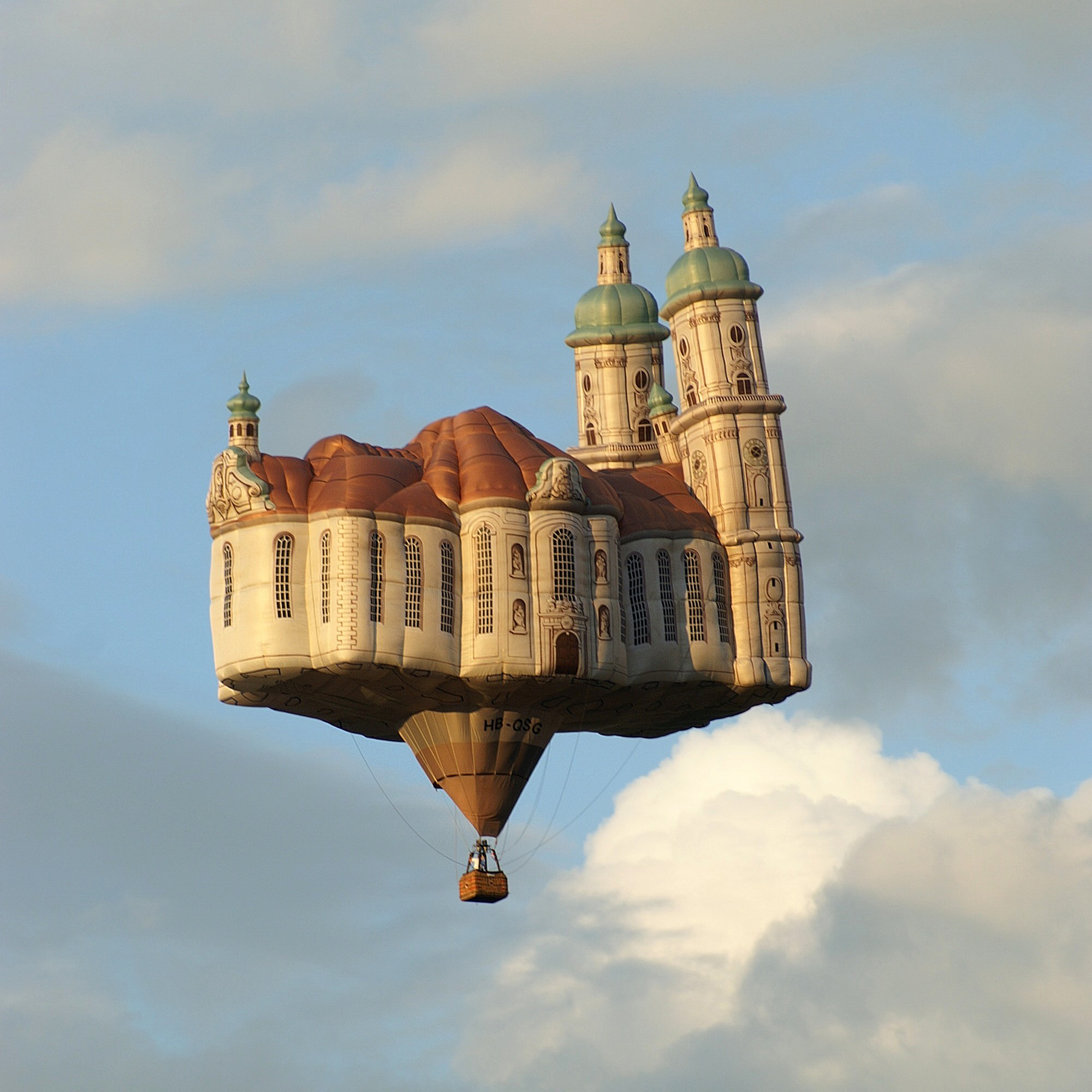
Ballonform nachempfunden der Stiftskirche St. Gallen

Je nach Befüllung der Ballone (FAI-Klasse A – Freiballone) unterscheidet man zwischen einem Heißluftballon (Klasse AX) und einem Gasballon (Klasse AA). Befüllt man also die gasdichte Hülle mit Luft, so handelt es sich um einen Heißluftballon, bei Verwendung von Helium oder Wasserstoff ist von einem Gasballon die Rede. Diese beiden Typen sind leicht durch ihre Form zu unterscheiden: Gasballone sind kugelförmig, Heißluftballone birnenförmig. Heißluftballonhüllen gibt es aber auch in verschiedenen Sonderformen.
Schon einer der ersten Ballonfahrer, Pilâtre de Rozier, kombinierte die beiden Ballonarten miteinander und erfand so die nach ihm benannte Rozière (Klasse AM).
Die FAI (Fédération Aéronautique Internationale) wertet Rekorde hinsichtlich Dauer, Höhe und Strecke in Größenkategorien. Dabei ist es zulässig, dass der tatsächliche Rauminhalt um 5 Prozent über der Nenngröße liegt. Es ergeben sich folgende gebräuchlichen Ballongrößen:
- 02: 0250–0.0400 m³
- 03: 0401–0.0600 m³
- 04: 0601–0.0900 m³
- 05: 0901–01.200 m³
- 06: 1201–01.600 m³
- 07: 1601–02.200 m³
- 08: 2201–03.000 m³
- 09: 3001–04.000 m³
- 10: 4001–06.000 m³
- 11: 6001–09.000 m³
- 12: 9001–12.000 m³

## Ballonkörbe

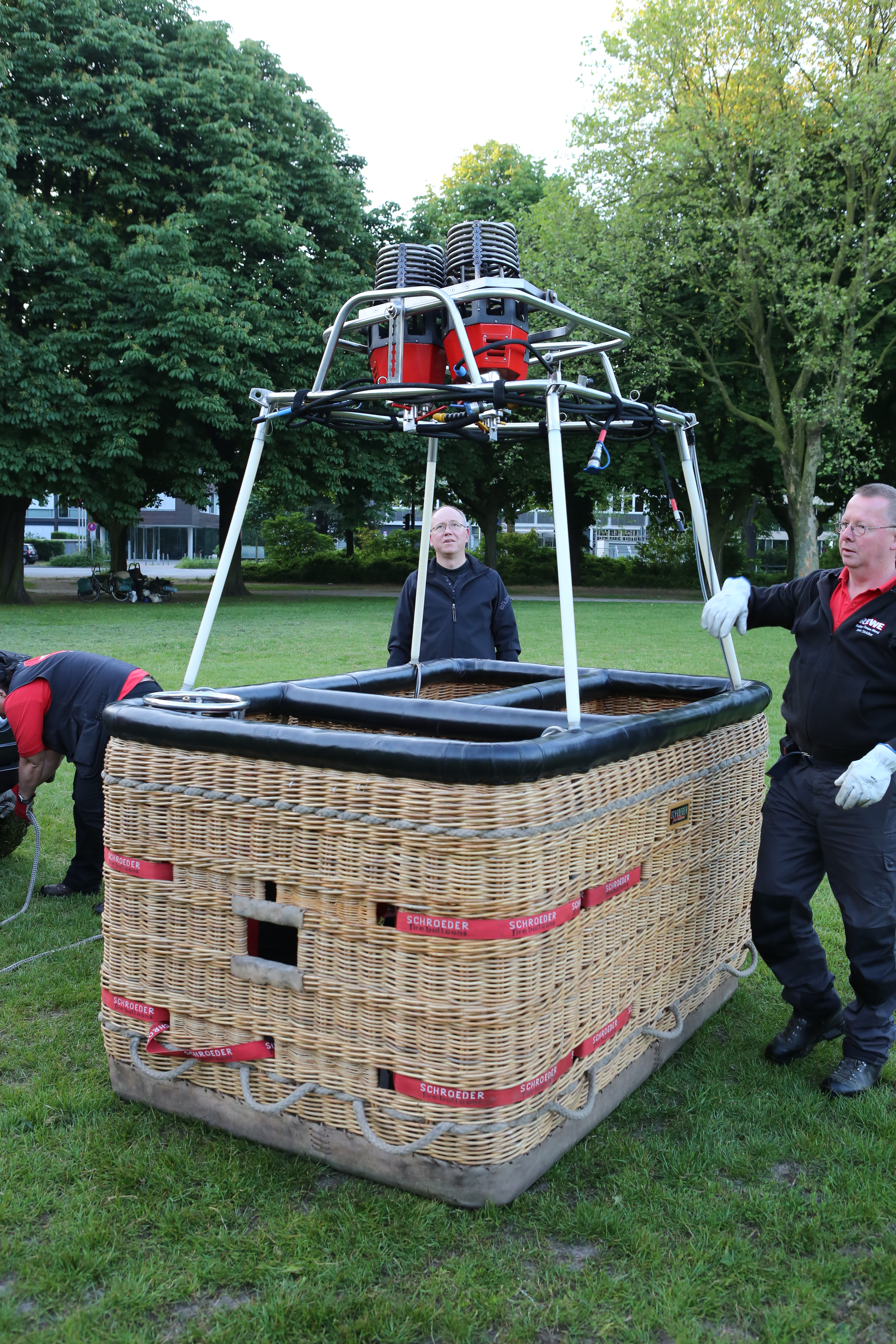
Ballonkorb mit Brenner

Ballonkörbe werden üblicherweise aus einer Bodenplatte aus Sperrholz mit verstärkendem Edelstahlrahmen, verspannt durch zwei diagonal laufende Stahlseile, gebaut. Die Seitenwände werden häufig aus Rattan geflochten. Ballonkörbe gibt es in unterschiedlichen Größen für ein bis drei Piloten und bis zu 32 Passagiere.
Um in den Korb hinein zu kommen, muss man üblicherweise über die Bordwand klettern. Dafür sind in der Korbwand ein oder zwei quadratische Einstiegslöcher für den Vorfuß eingelassen. Während der Fahrt stehen Pilot und alle Passagiere je nach Größe und Aufteilung des Korbinnern in bis zu fünf getrennten Abteilungen. Es gibt auch Ballonkörbe, die eine Tür zum Ein- und Aussteigen haben, worunter allerdings die Stabilität des Korbes leidet.
Die obere Bordwandkante ist in der Regel gepolstert und griffig mit Rauleder überzogen. Gleiches gilt für das brennertragende Rohrgestänge bis über Kopfhöhe der Insassen. Rattan oder Weide wird bis heute als Geflecht für die Ausbildung der Bordwand genutzt, da es beim Anstoßen einer Korbkante am Boden oder einem Hindernis ein Verzerren und Verdrillen erlaubt und dabei auch Energie verzehrt. Bei Anstoßen eines Menschen soll die Bordwand deutlich nachgeben und eine gewisse Reibung übertragen. Kurze Zeit verzeiht hölzernes Material auch die Einwirkung einer Flamme, schmilzt nicht, wird nicht klebrig, erzeugt eher wenig atemgiftiges Abgas beim Brennen – im Vergleich zu Kunststoffen. Die nötige Zugfestigkeit bis zum Boden und dessen Steife werden durch Rohre und Seile aus nichtrostendem Stahl erzeugt. Die Brenngasflaschen werden in den Innenecken des Korbs angezurrt.
Seit 1994 gibt es einen Korb, der mit zwei Sitzplätzen und einer Bordküche ausgestattet ist, vom Guinness-Buch der Rekorde als kleinstes Restaurant der Welt prämiert. Die Ausstattung des Korbes wurde extra vom Luftfahrt-Bundesamt zugelassen, der Landkreis Harburg erteilte eine Gaststättenkonzession.
Am 23. September 2008 konnte in Isenbüttel zum ersten Mal in Deutschland eine Rollstuhlfahrerin in einer barrierefreien Spezialanfertigung eines Ballonkorbs an einer Fahrt teilnehmen, nachdem der Spezialkorb bereits Ende April vom Luftfahrt-Bundesamt in Braunschweig abgenommen worden war.

## Sonderformen und Rekorde
In manchen Fällen entwickeln Menschen Sonderformen des Ballonfahrens. So stieg der Lastwagenfahrer Larry Walters am 2. Juli 1982 in Los Angeles mit Hilfe von 42 Heliumballons, die er an einen Gartenstuhl gebunden hatte, 5000 Meter hoch. Das Luftgewehr, mit dem er einzelne Ballons zerschießen wollte, um kontrolliert zu sinken, verlor er während der Fahrt. Weil sich Walters außerdem hinsichtlich der maximalen Höhe des Aufstiegs verrechnet hatte und in den Luftraum des Flughafens von Long Beach Airport getrieben wurde, kam es zu einer grotesken Situation: Der Pilot eines Linienflugzeugs im Landeanflug meldete dem Tower, er sei in einer Höhe von 16.000 Fuß, etwa 4900 Meter an einem Mann in einem Gartenstuhl vorbeigeflogen.
Non-Stop-Ballonfahrt rund um die Erde: Am 1. März 1999 startete  Bertrand Piccard zusammen mit dem Briten Brian Jones als Kopilot mit dem Breitling Orbiter 3 in Château-d’Œx in der Schweiz und landete nach 45.755 Kilometern Fahrt am 21. März 1999 in der Wüste in Ägypten. In 19 Tagen, 21 Stunden und 47 Minuten schaffte er die erste Weltumrundung mit einem Ballon ohne Zwischenlandung. Er hat damit den längsten Flug sowohl in Dauer als auch in Entfernung der ganzen Luftfahrtgeschichte bis dahin verwirklicht und insgesamt sieben Weltrekorde aufgestellt.
Für Fahrten an die Grenze zum Weltraum werden als kostengünstige Alternative zu Raketen gerne Ballone eingesetzt, neben der üblichen Rückkehr mit Luftfahrzeug haben Rekorde beim Stratosphärensprung zum Ziel aus größtmöglicher Höhe auszusteigen und nur mit Schutzanzug und Fallschirm zurückzukehren.
Im Jahr 2015 kamen die Piloten Leonid Tiukhtyaev und Troy Bradley nach einer Reise von 10.696 Kilometern sicher in Baja California in Mexiko an. Die beiden Männer, ursprünglich aus Russland bzw. den Vereinigten Staaten von Amerika, starteten in Japan und flogen mit einem Heliumballon über den Pazifik. In 160 Stunden und 34 Minuten kam der Ballon namens "Two Eagles" in Mexiko an und sicherte den Piloten damit den aktuellen Distanz- und Dauerrekord für Gasballons.

## Ballonadelsstand
Beim Ballonadel handelt es sich um eine alte Tradition. In der Anfangszeit der Ballonfahrt durften sich nur blaublütige Menschen mittels eines Ballons in die Lüfte erheben. König Ludwig XVI. von Frankreich erließ nach der Erfindung des Heißluftballons ein Gesetz, nach dem nur der Adel Ballon fahren durfte. Natürlich ist dies heutzutage nicht mehr der Fall, jedoch hat man hieraus den Brauch der „Ballonfahrertaufe“ und damit Aufnahme in den „Ballonadelsstand“ entwickelt.

## Kennzeichen auf der Ballonhülle

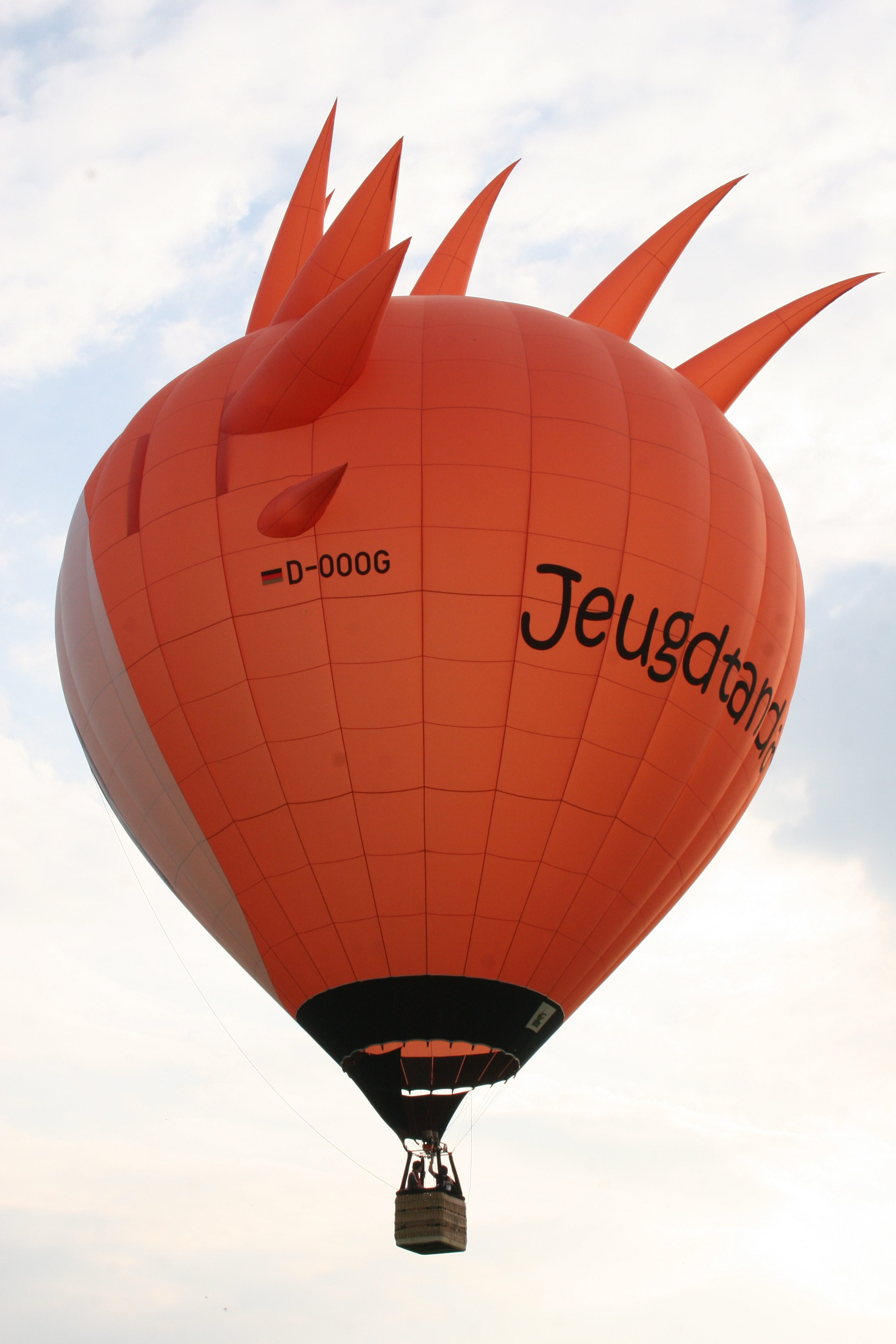
D-OOOG Luftfahrzeugkennzeichen am Ballon

Alle in Deutschland zugelassenen Ballone sind beim Luftfahrt-Bundesamt in Braunschweig registriert und bekommen von dort ein Kennzeichen zugeteilt, das sich wie folgt zusammenstellt: D steht für Deutschland, Bindestrich, (Buchstabe) O steht für Freiballon und die anderen drei Buchstaben werden frei vergeben. Links davon steht als Hoheitszeichen die schwarz-rot-goldene Flagge.
In Österreich zugelassene Ballons tragen Kennzeichen der Form OE-ABC, nämlich Landeskennzeichen, Bindestrich und drei Buchstaben. Hoheitszeichen (davor) ist die rot-weiß-rote Flagge.
In der Schweiz eingetragene Ballons tragen das Kennzeichen HB-Bxx und werden nach Aufbrauchen dieser Serie HB-Qxx tragen. HB steht für die Schweiz (Helvetia), das nach dem Bindestrich folgende Eintragungszeichen besteht aus drei Buchstaben, der erste davon also ein B (wie Ballon) oder ein Q. Ballons aus Liechtenstein tragen ebenfalls diese HB-Codes, weisen jedoch als Hoheitszeichen statt des rot-weißen Schweizerkreuzes das gold-rote Wappen des Liechtensteiner Fürstenhauses auf.
Der Code „O“ in Deutschland und „Q“ in der Schweiz erinnern an die rundliche Grundform eines aufgeblähten Ballons.

## Organisationen
Neben einigen Spezialanwendungen finden Ballone heute hauptsächlich im Luftsport Verwendung. In Deutschland sind die Ballonfahrer überwiegend im Deutschen Freiballonsport-Verband organisiert.